# East Franklin
East Franklin – jednostka osadnicza w Stanach Zjednoczonych, w stanie New Jersey, w hrabstwie Somerset.